# Campeonato Argentino de Futebol de 1914 (AAF)
O Campeonato Argentino de Futebol de 1914, originalmente denominado Copa Campeonato 1914, foi o vigésimo quinto torneio da Primeira Divisão do futebol argentino. O certame foi organizado pela entidade oficial, a Asociación Argentina de Football, e foi disputado em um único turno de todos contra todos, entre 29 de março e 8 de novembro de 1914, simultaneamente com a realização do torneio da Federación Argentina de Football. O Racing Club conquistou o seu segundo título de campeão argentino.

## Participantes
| Equipe              | Cidade               |
| ------------------- | -------------------- |
| Banfield            | Banfield             |
| Belgrano Athletic   | Buenos Aires         |
| Boca Juniors        | Buenos Aires         |
| Comercio            | Buenos Aires         |
| Estudiantes         | Buenos Aires         |
| Estudiantil Porteño | Buenos Aires         |
| Ferro Carril Oeste  | Buenos Aires         |
| Ferrocarril Sud     | Remedios de Escalada |
| Huracán             | Buenos Aires         |
| Platense            | Buenos Aires         |
| Quilmes             | Quilmes              |
| Racing Club         | Avellaneda           |
| River Plate         | Buenos Aires         |
| San Isidro          | San Isidro           |

## Classificação final
| Pos | Equipes             | Pts | J  | V  | E | D | GM | GS | SG  |
| --- | ------------------- | --- | -- | -- | - | - | -- | -- | --- |
| 1.  | Racing Club         | 23  | 12 | 11 | 1 | 0 | 42 | 7  | +35 |
| 2.  | Estudiantes         | 21  | 12 | 10 | 1 | 1 | 34 | 12 | +22 |
| 3.  | Boca Juniors        | 15  | 12 | 5  | 5 | 2 | 19 | 11 | +8  |
| 3.  | Banfield            | 15  | 12 | 7  | 1 | 4 | 16 | 17 | -1  |
| 5.  | River Plate         | 14  | 12 | 6  | 2 | 4 | 15 | 12 | +3  |
| 6.  | Huracán             | 11  | 12 | 4  | 3 | 5 | 25 | 22 | +3  |
| 7.  | Platense            | 10  | 12 | 4  | 2 | 6 | 14 | 17 | -3  |
| 7.  | San Isidro          | 10  | 12 | 2  | 6 | 4 | 10 | 16 | -6  |
| 7.  | Estudiantil Porteño | 10  | 12 | 3  | 4 | 5 | 14 | 23 | -9  |
| 7.  | Quilmes             | 10  | 12 | 4  | 2 | 6 | 14 | 24 | -10 |
| 11. | Belgrano            | 8   | 12 | 1  | 6 | 5 | 14 | 20 | -6  |
| 12. | Ferro Carril Oeste  | 6   | 12 | 2  | 2 | 8 | 17 | 30 | -13 |
| 13. | Comercio            | 3   | 12 | 0  | 3 | 9 | 13 | 36 | -23 |

## Premiação
| Campeonato Argentino de Futebol de 1914 (AAF) |
| --------------------------------------------- |
| Racing Club Campeão (2° título)               |

## Bibliografía
- Estévez, Diego (2010). 38 Campeones del fútbol argentino 1891-2010. [S.l.]: Ediciones Continente. ISBN 978-950-754-301-2